# Аякколь
Аякколь (каз. Аяқкөл) — озеро в Аккайынском районе Северо-Казахстанской области Казахстана. Находится в 12 км к северо-востоку от села Полтавка у северной окраины села Ульги.
По данным топографической съёмки 1940-х годов, площадь поверхности озера составляет 1,54 км². Наибольшая длина озера — 1,8 км, наибольшая ширина — 1,2 км. Длина береговой линии составляет 5,2 км, развитие береговой линии — 1,17. Озеро расположено на высоте 134,3 м над уровнем моря.